# Kaniehtiio Horn
Pour les articles homonymes, voir Horn.
Kaniehtiio Horn, née le 8 novembre 1986 à Ottawa, est une actrice, réalisatrice, scénariste et productrice canadienne.

## Biographie
Horn est née à Ottawa et a grandi à Ottawa et dans la réserve mohawk de Kahnawake à l'extérieur de Montréal. Sa mère, Kahn-Tineta Horn (en), est une ancienne mannequin mohawk et militante politique de la Première nation de Kahnawake. Son père, d'origine allemande et écossaise, est avocat. Horn, sa mère et sa sœur aînée Waneek (en) (plus tard diffuseur et co-capitaine de l'équipe canadienne féminine de water-polo aux Jeux olympiques de Sydney en 2000) étaient des participantes notables à la crise d'Oka en 1990.

## Filmographie

### Comme actrice

#### Cinéma

##### Longs métrages
- 2007 : Too Young to Marry : Molly
- 2008 : Voyage au centre de la Terre : la fille au Gum-Chewing
- 2008 : South of the Moon : la femme mystérieuse
- 2009 : The Wild Hunt : Princesse Evlynia
- 2009 : The Trotsky : Caroline
- 2009 : Manson, My Name Is Evil : Katie
- 2010 : Good Neighbours : Johanne
- 2010 : A Flesh Offering : Jennifer Morrisseau
- 2011 : Gene-Fusion : Cho
- 2011 : The Theatre Bizarre  : l'écrivaine (segment "Vision Stains")
- 2011 : Voyez comme ils dansent : La femme kaska
- 2011 : Les Immortels
- 2012 : On the Road : Rita Bettancourt
- 2013 : Blindsided : Blake
- 2013 : Embrace of the Vampire : Nicole
- 2017 : Mohawk : Okwaho
- 2017 : Prodigals : Nina
- 2018 : Death Wish : Natasha
- 2018 : 22 Chaser : Avery
- 2018 : The Hummingbird Project : Barbara la barmaid
- 2018 : Tell Me I Love You : Melanie
- 2018 : ADANATA : Delfi
- 2022 : Alice, Darling : Tess

##### Courts métrages
- 2004 : Might of the Starchaser
- 2006 : Montreal Stories: 1971 : la jeune femme
- 2007 : The Colony : Myriam
- 2009 : Missing : Alice
- 2010 : Til Death... : Jessica
- 2010 : You Are So Undead : Chelsea
- 2012 : The Smoke Shack
- 2017 : Just One Word : Kim Morin
- 2018 : The Remnant : Michelle LaCroix

#### Télévision

##### Séries télévisées
- 2006 : Indian Summer: The Oka Crisis : Susan Oke (4 épisodes)
- 2007 : Les hauts et les bas de Sophie Paquin : la réceptioniste
- 2010 : Mohawk Girls) : Bailey
- 2011 : By the Rapids : Bev Littlehorn
- 2011 : Being Human : Lindsey
- 2010–2011 : Majeurs et mariés (18 to Life) : Monica Bellow (25 épisodes)
- 2012 : Alphas : Trisha
- 2013 : Supernatural : Dorothy
- 2013–2014 : Defiance : Rynn (6 épisodes)
- 2013–2015 : Hemlock Grove : Destiny Rumancek (27 épisodes)
- 2015 : 19-2 : Sasha Renner (3 épisodes)
- 2015 : The Fixer : Catastrophes programmées (en) : Chloe
- 2016 : Blank Paige : Paige (5 épisodes)
- 2016 : Beauty and the Beast : Octogon Fighter
- 2016 : The Strain : Kimberly
- 2016 : Le Maître du Haut Château : Gina (2 épisodes)
- 2017 : What Would Sal Do? : Nicole (6 épisodes)
- 2017 : Royal Canadian Air Farce
- 2016–2018 : Letterkenny : Tanis (15 épisodes)
- 2018 : Ghost BFF : Tara (11 épisodes)
- 2018 : Northern Rescue : Sylvie
- 2021 : Reservation Dogs : Deer Lady

##### Téléfilms
- 2007 : Abducted: Fugitive for Love : Mindy
- 2008 : Moccasin Flats: Redemption : Angel
- 2008 : The Terrorist Next Door : Kayleigh
- 2008 : 24 Hour Rental Pilot : Sarah
- 2009 : Web of Lies : Spider
- 2013 : Gavin Crawford's Wild Wild West : Shannon

#### Jeux vidéo
- 2012 : Assassin's Creed III : Kaniehtí:io (voix)

### Comme réalisatrice, scénariste et productrice
- 2012 : The Smoke Shack (court métrage)